# Tornova község
Tornova község (románul: Comuna Târnova) község Arad megyében, Romániában. Központja Tornova, beosztott falvai Almásegres, Doroszlófalva, Dúd, Kurtakér, Székesaranyág.

## Népessége
A 2011-es népszámlálás adatai alapján a község népessége 5935 fő volt.